# Evangelij po Tomažu
Evangelij po Tomažu ima na izvirnih papirusih 22 strani govorov, ki jih pripisujejo Jezusu. Vsebuje 114 večinoma kratkih govorov ali prilik, ki jim pravimo »logie«. Več kot pol prilik poznamo iz Nove zaveze, predvsem iz evangelijev po Mateju, Marku in Luku. Preostale so nam povsem neznane. Teh besedil ne priznava nobena sodobna krščanska cerkev in vse jih imajo za apokrifne – nepristne.

## Izvor papirusov
Tako prof. Kester, kot prof Givertsen – oba strokovnjaka za Evangelij po Tomažu – menita, da so govore v evangeliju prvič napisali med letoma 50 in 100, v istem času kot Novo zavezo, vendar brez njenega vpliva. Sklepata, da so besede v Evangeliju po Tomažu starejše in pristnejše kot njihove različice v Novi zavezi. Nekateri raziskovalci pravijo, da več kot polovica govorov sodi med najstarejše Jezusove besede, ki jih poznamo.
Prve različice so bile zagotovo napisane v grščini, tako kot papirusni zapisi iz Grčije, ki so jih našli leta 1900. Za njih so ugotovili, da so bili prepisani najkasneje leta 125. Skozi stoletja se je ohranili le krajši del grške različice. 
Koptska različica, ki so jo našli leta 1945 v Nag Hammadiju v Egiptu, je bila prvo prevedena iz grškega izvirnika. Napisana pa je bila med letoma 341 in 344, kar so pokazale raziskave papirusnih platnic. Evangelij po Tomažu iz Nag Hammadija je bil v uporabi 20 let, nakar so ga prepovedali uporabljati. Leta 367 je aleksandrijski patriarh Atanazij Veliki prepovedal branje nekaterih besedil v cerkvi. Med njimi sta bili tudi besedili, ki so ju našli v Nag Hammadiju. Evangelij po Tomažu je bil med njimi. Vse kaže, da je ta rokopis pripadal samostanu. Tudi našli so ga blizu enega prvih krščanskih samostanov, ki ga je leta 322 v Egiptu ustanovil menih Pahobi. Ko so menihi prejeli Atanazijevo pismo, so verjetno zbrali zapise, ki jih niso smeli uporabljati, želeli pa so jih ohraniti za ugodnejše čase, ter jih skrbno zapečatili v vrč, upajoč, da bo z novim patriarhom prišel tudi novi red. Nov red pa ni prišel nikoli. Tisti, ki so poznali skrivališče, so skrivnost odnesli s sabo v grob. Evangelij po Tomažu je izginil za skoraj 2000 let. 
Natančneje do leta 1945, ko so okoliški kmetje našli skrbno zapečatene vrče, v katerih so bili starodavni rokopisi. Krajevni duhovnik jim je preprečil, da jih niso uporabili za kurjavo. Rokopise so shranili v Koptskem muzeju v Kairu, kjer so čakali na prve objave in prevode.

## Avtor evangelija
Tega ne ve nihče. Štirje kanonski evangeliji in Evangelij po Tomažu so dobili svoja imena nekje v drugem stoletju. Znanstveniki so mnenja, da evangelijev niso pisali ljudje, ki bi bili v neposrednem stiku z živim Jezusom, imena pa so dobili po znanih ljudeh prve cerkve.
Za Evangelij po Tomažu dobimo ime domnevnega pisca v prvi vrstici, kjer je omenjen »didymos Judas thomas«. Beseda »didymos« je grška beseda za dvojčka, beseda »thomas« pa je aramejskega izvora (jezika Jezusa in njegovih učencev) in prav tako pomeni dvojček. Torej je bilo piscu ime Juda, to je pa tudi vse, kar lahko rečemo. Da je ta evangelij napisal apostol Tomaž Dvojček, tega ni možno reči.

## Posebnosti
Evangelij po Tomažu razkriva, da so bile med učenci tudi ženske, ki so lahko Jezusa enakopravno spraševale. Z vidika rimskokatoliške cerkve pa je napačno razumevanje, da so bile ženske med apostoli, saj si je po Svetem pismu Jezus izbral 12 apostolov, ki so bili moški.
Njegovi učenki sta bili Marija in Saloma. Vemo, da je Saloma pripadala Jezusovemu krogu. Jezusovi nauki so za vse, tako ta moške, kot za ženske. Evangelij pravi, da je bila Jezusova učenka tudi Marija Magdalena (prav njej se je po vstajenju kot prvi prikazal – Noli me tangere). Na koncu evangelija, ko skuša Peter v šovinističnem slogu ponižati Marijo, ga Jezus zavrne. To je poglavitni razdor z judovsko patriarhalno tradicijo. Zelo pa se razhaja tudi s Pavlom, ki je ženskam ukazal molčati (Pavel je bil v resnici mnogo bolj širok, saj je prav on rekel: Ni ne Juda ne Grka, ni ne sužnja ne svobodnjaka, ni ne moškega ne ženske: kajti vsi ste eden v Kristusu Jezusu (Gal 3,28)) in donedavna z rimskokatoliško cerkvijo, ki je zaradi napake papeža Gregorja Velikega v 6. stoletju do 60. let 20. stoletja trdila, da je bila Marija Magdalena hotnica, čeprav na to iz Svetega pisma ni mogoče sklepati. Danes to ni več uradno mnenje cerkve.
Besede vera, ki se v Novi zavezi pojavlja znova in znova, Jezus v Evangeliju po Tomažu ne uporablja. Pomembni so vedenje, spoznanje in biti eno. V tem evangeliju vera ne premika gora. Jezus je rekel: »Ko boste združili dvoje v eno, boste postali otroci človeštva. In ko boste gori rekli, naj se premakne, se bo premaknila.«
Govori v Evangeliju po Tomažu so natančni, niso primerni za evangelizacijo, niso obredni. Pomemben je obstoj sam, tukaj in zdaj. Cerkve ni mogoče zgraditi na tako eksistencialističnih izjavah. Evangelij po Tomažu je bil primeren za premišljanje o bivanju, pred prepovedjo so ga uporabljali menihi in nune. Evangelij je dokaz, da je bila zgodnja krščanska cerkev veliko bolj odprta za različne razlage, kot smo mislili do zdaj. To izročilo ne poudarja pasijona, Jezusove smrti in njegovega vstajenja, temveč njegove besede. Je izročilo o Jezusu kot učitelju božje modrosti, ki pravi, da imajo besede svojo moč, kajti v njih je učitelj, ki jih je izgovoril. 
Najbolj pa v evangeliju bije v oči to, česar v njem ni. V njem ni učlovečenja, čudežev, križanja, Jezusa, ki bi umrl za naše grehe, ni vstajenja in sodnega dne, obhajila, krsta, ni niti besede o Jezusu kot mesiji ali Kristusu. Nobene vere in nobenih obredov, manjkajo poglavitne prvine Nove zaveze in cerkve. V njem so samo besede, ki so izrečene z gotovostjo nekoga, ki trdi, da ve, kaj pomeni biti človek. Po njegovem gledanju je to iskra božanstva v ječi telesa.

## Vprašanje gnostičnosti
Kdo so pravzaprav bili gnostiki? To je bila majhna skupina ljudi, ki je se je zanimala za religijo in filozofijo in za katero sta imeli razodetje in znanje, gnosis v grščini, glavno vlogo. Vendar gnosticizem vsebuje več – je verski, filozofski nazor, po katerem je svet ustvaril hudobni bog ali pa je nastal po hudi napaki, padcu. Nikakor pa ga ni ustvaril dobri bog.
Tudi v Evangeliju po Tomažu imajo razodetje, znanje in védenje pomembno vlogo, tako kot v Janezovih in Pavlovih delih, a nič več. In v njem tudi ni nikjer omenjeno, da bi svet ustvaril hudobni bog ali da je nastal pomotoma. To najdete v gnostičnih besedilih, v Evangeliju po Tomažu pa ne.

## Primerjava z odlomki iz Nove zaveze
V tem evangeliju manjkajo značilnosti evangelijev, ki so v Novi zavezi. V Novi zavezi so vsi Jezusovi govori zapisani biografsko. To pomeni, da so njegove govore uredili. V Evangeliju po Tomažu pa tega ni. 
V Evangeliju po Tomažu je govor, v katerem Jezus pravi, da prerok nima časti v domovini, v domačem kraju. In da zdravnik v domačem kraju ne dela čudežev. Kako je ta govor povezan z zgodbo o tem, da so Jezusa zavrnili v Nazaretu? 
Že na začetku stoletja, ko so ta del Evangelija po Tomažu našli na papirusu v Grčiji, so trdili, da je ta govor pristnejši od tistega, ki ga najdemo v 6. poglavju Markovega evangelija. Ko so Jezusa izgnali iz mesta, je rekel: »Prerok nima časti v domačem kraju.« Toda, kaj se je zgodilo z drugim delom govora - zdravnik doma ne dela čudežev? To je avtor Markovega evangelija spremenil v poročilo. »In tam ni mogel storiti nobenega čudeža.« Govor je razdeljen na dva dela. Prvi del navaja Jezusove besede, drugi pa poroča o njih, to pa je v izročilu drugotnega pomena. V vseh prilikah v Evangeliju po Tomažu, razen v redkih izjemah, so Jezusovi govori v pristnejši obliki kot v Matejevem ali Lukovem. Torej so te govore zapisali neodvisno od reda, izročila in dokumentov, ki so vplivali na pisce drugih evangelijev.

## Glavno sporočilo
1. Bog ni v morju ali v zraku, pač pa v nas in zunaj nas, tukaj in zdaj. In poznavanje samega sebe je nujni pogoj za odkritje Boga. To je radikalno sporočilo Evangelij po Tomažu.
2. Evangelij prikazuje Jezusa, ki ne zavrača le judovskih predpisov, temveč vse zunanje predpise, kajti ti niso pomembni. Namesto tega zahteva: ozdravite bolne, jejte kar vam postrežejo. Človeka ne omadežuje tisto kar gre v usta, ampak tisto kar gre iz njih.
3. Govori v evangeliju nam kažejo, kako lahko delimo najglobljo resnico. Resnico, do katere se ne moremo dokopati z nobeno raziskavo. Do katere pa se lahko dokoplje iskalec resnice.
4. Če sprejmemo njegove nauke tako popolnoma, kot da pijemo iz njegovih ust, bomo postali kakor on. O tem govori Pavel, ko pravi: »Živim pa ne več jaz, ampak v meni živi Kristus.« Vsakdo je lahko kakor Jezus, vsakdo ima to možnost. Številni bi radi bili tako, a le malo jih res postane. V Evangeliju po Tomažu Jezus pravi: »Veliko jih je okoli vodnjaka, ampak nobenega ni v vodnjaku.« To so besede, ki se ti vtisnejo v spomin. Bolj ko razmišljamo o njih, bolj se nekaj odkriva. Tako takrat, ko govori v prispodobah, kot takrat ko nas pozove: »Išči in našel boš. In kdor bo našel, se bo čudil in bo zmeden.«
5. (Logion 22) Ločena moški in ženska bosta eno, zunaj in znotraj bo enako, v poštenju in pravičnosti moramo dovoliti roki, da je roka, stopalu, da je stopalo. Jezus pravi, da moramo svet gledati in ga sprejemati prav takega kot je. Po drugi strani pa moramo odpraviti delitev, ne smemo soditi in ločevati na znotraj in zunaj, zgoraj in spodaj, na moškega in žensko. To niso določbe o veri, temveč smernice na poti v nebeško kraljestvo.
6. Evangelij vsebuje najgloblje Jezusove nauke, ki se zrcalijo tudi v Novi zavezi. Njegove prispodobe so kakor najgloblji nauki drugih velikih verstev. V katerih so luč, ogenj, izviri in življenje prispodobe neizrekljivega - božanskega.
7. Prvo moramo spoznati sebe, da bi lahko spoznali vse drugo.
8. Moramo se zavedati, da smo minljivi in da nič ni večnega razen ...
9. Postavljeni smo pred izbiro. In za to gre v življenju. To spoznate v Evangeliju po Tomažu.

## Prevodi v slovenščino
- Mitja Fajdiga, Tomažev evangelij, Stella, Šmarješke Toplice 2001 (COBISS).
- Elaine Pagels, Onkraj vere: Evangelija v navzkrižju: Janez in Tomaž, prevedla Bojana Pavlič, Iskanja, Ljubljana 2001 (COBISS).
- Lea Jensterle, Semantika izrekov o kraljestvu v Tomaževem evangeliju, doktorska disertacija, Ljubljana 2010 (COBISS).
- Jan Ciglenečki, Gnostični evangeliji in reakcija cerkvenih očetov, Beletrina, Ljubljana 2014 (COBISS).
- Jan Ciglenečki in drugi, Zgodnjekrščanski spisi, Celjska Mohorjeva družba, Celje, Ljubljana, 2015 (COBISS).
- Andrej Cizl, Evangelij po Tomažu, Wikivir, 2020.

## Evangelij v popularni kulturi
- V filmu Stigmata (1999) "nastopa" neimenovani evangelij iz 1. stoletja, napisan v aramejščini. Marion Petrocelli, ki ga igra Rade Šerbedžija, nas seznani z delčkom njegove vsebine: Nebeško kraljestvo je v vas in povsod okoli vas, ne v zgradbah iz lesa in kamna. Razcepi kos lesa in jaz sem tam. Privzdigni kamen in tam me boš našel. Vsebina je dejansko vzeta iz Evangelija po Tomažu, s tem da je prvi stavek vzet iz Izreka 3, drugi in tretji pa iz Izreka 77. Kljub temu pa besed o zgradbah iz lesa in kamna ni nikjer v evangeliju. Čisto na koncu film ponudi še sam začetek evangelija: To si skrivne besede, ki jih je govoril živeči Jezus. Kdorkoli odkrije razlago teh besed, ne bo izkusil smrti. Prvi stavek predstavlja uvodno vrstico evangelija, čeprav brez drugega dela, drugi pa je vzet iz Izreka 1.